# (4412) Chephren
(4412) Chephren ist ein Asteroid des Hauptgürtels, der am 26. September 1960 vom Forscherteam Cornelis Johannes van Houten und Tom Gehrels im Rahmen des Palomar-Leiden-Surveys entdeckt wurde.
Der Name des Asteroiden ist vom ägyptischen Pharao der 4. Dynastie Chephren abgeleitet.